# Place de la Victoire (Clermont-Ferrand)
Pour les articles homonymes, voir Place de la Victoire.
La place de la Victoire est une place de Clermont-Ferrand

## Situation et accès
Située sur le plateau central à côté de la cathédrale Notre-Dame de l'Assomption, elle forme le cœur du centre historique de la ville depuis sa fondation, à l'époque romaine. Elle est avec la place de Jaude une des deux places principales de la ville.

## Origine du nom
Le nom actuel de la place fait référence à la fin de la Première Guerre mondiale.

## Historique

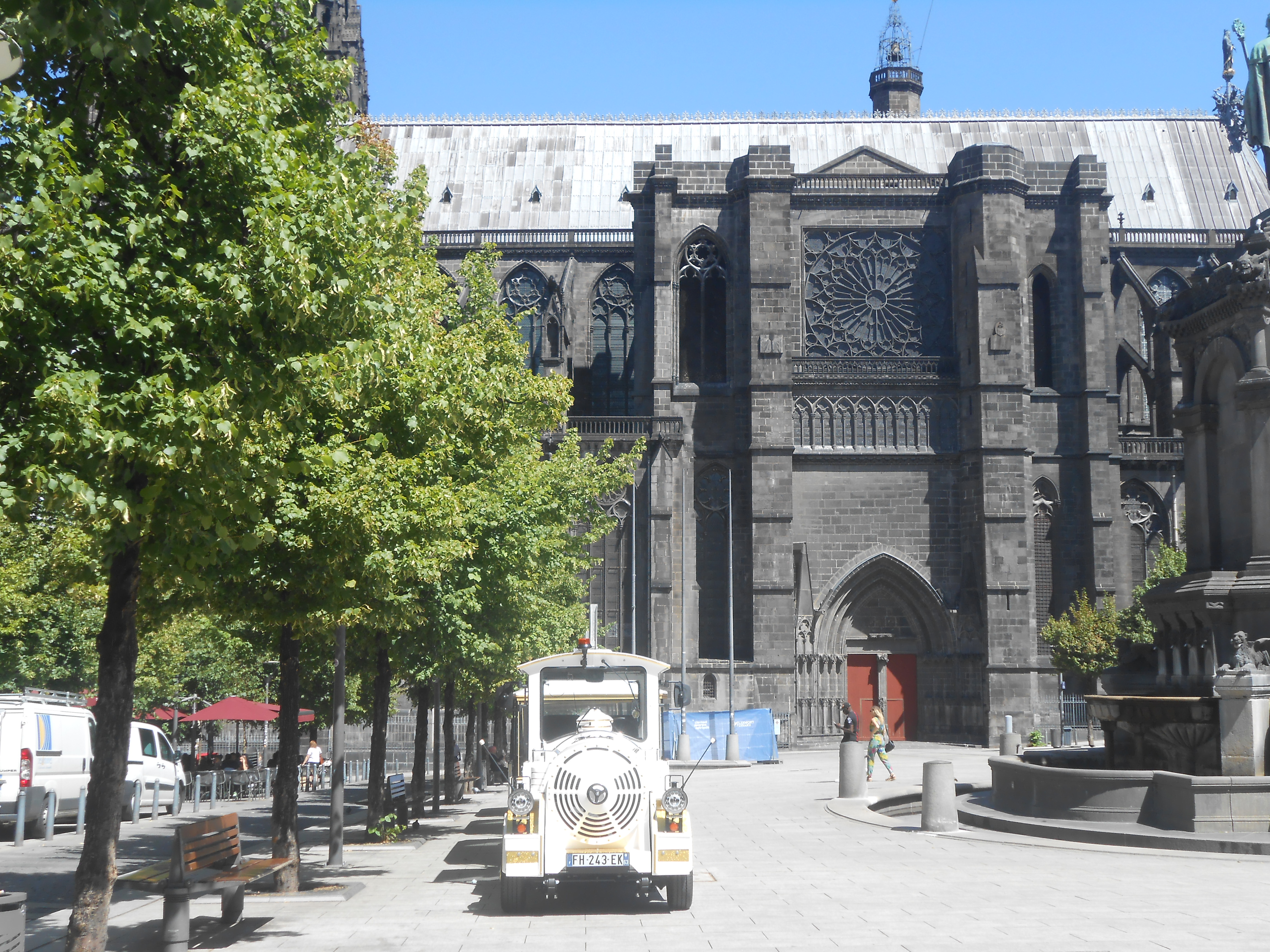
Place de la Victoire, façade sud de la cathédrale.

La place de la Victoire s'inscrit comme le centre historique de la ville de Clermont depuis l'Antiquité. Le forum de la cité d'Augustonemetum était situé à l'emplacement actuel de la place comme l'attestent notamment les opérations archéologiques,,. De nombreux caves et souterrains sont présents sous la place et témoignent des différentes phases d'occupations de la place à travers les siècles. Certains de ces éléments sont inscrits aux monuments historiques comme une galerie romaine courant sous la place.
L'actuelle place de la Victoire a été construite après la Révolution française en détruisant le palais des évêques de Clermont et le quartier médiéval qui l'occupait entre-temps. En effet, il a fallu attendre que les bâtiments ecclésiastiques, qui la couvraient, deviennent propriété nationale pour pouvoir dégager cet espace. La maison natale de Blaise Pascal était située tout contre ces anciens bâtiments de l'évêché.

## Bâtiments remarquables et lieux de mémoire
On y trouve plusieurs édifices emblématiques de la ville :
- la cathédrale Notre-Dame-de-l'Assomption, dont la place forme le parvis.
- La fontaine surmontée de la statue du pape Urbain II, qui lança la première croisade à Clermont en 1095. Cette œuvre du sculpteur Henri Gourgouillon a été élevée en 1898.
- La fontaine d'Amboise s'y trouvait jusqu'en 1808.
- L'office du tourisme.

De nombreux bars, terrasses et restaurants entourent la place. Elle accueille également certains évènements comme des spectacles ou le marché de Noël.